# Хайнрих VII (Ортенбург)
Хайнрих VII (VIII/X) фон Ортенбург (на немски: Heinrich VII (VIII/X) von Ortenburg) е граф на Ортенбург-Нойортенбург (1600 – 1603).

## Биография
Роден е на 6 ноември 1556 година в дворец Зьолденау в Ортенбург. Той е син на граф Йохан III фон Ортенбург-Нойортенбург (* 1529; † 22 февруари 1568) и съпругата му фрайин Еуфемия фон Шпаур, дъщеря на хауптман фрайхер Улрих фон Шпаур-Флафон (* 1495; † 17 април 1549, Триент) и Катарина фон Мадрутц ди Мадруцо, ди Кватри Викариати († 16 ноември 1551/1575). Внук е на граф Александер фон Ортенбург († 1548) и племенник на граф Улрих III фон Ортенбург († 1586). Майка му е сестра на епископите на Бриксен Йохан Томас фон Шпаур († 1591) и на Кристоф Андреас фон Шпаур († 1613).
Хайнрих следва през 1576 г. в университета в Падуа. На връщане за родината той е затворен от епископа на Бриксен, който иска да го накара да се откаже от калвиниската вяра и да стане отново католик.
Цял живот Хайнрих е в сянка на управляващия имперски граф Йоахим I фон Ортенбург († 1600) и неговия конфликт с Херцогство Бавария. През средата на 1584 г. той отива в курпфалцкия двор в Хайделберг. Там се запознава с първата си съпруга, фрайин Анна Якобеа фон Фугер, с която се жени на 21 февруари 1585 г. Тя донася богата зестра. След една година, на 22 февруари 1586 г., Хайнрих започва служба като съветник при курфюрст Фридрих IV. Той му дава и службите съдия и управител на Валдек близо до Тиршенройт. На 29 януари 1587 г. там умира Анна Якобеа. След една година Хайнрих VII се жени отново за Йоханета фрайин цу Винеберг, близо до Кохем.
Хайнрих получава на 4 юли 1600 г. имперското графство Ортенбург от император Рудолф II. Понеже Йоахим умира бездетен, неговото наследство отива според завещанието му на вдовицата му Луция фрайин фон Лимпург. Граф Йоахим I фон Ортенбург е заложил графството Ортенбург през 1600 г. и Хайнрих VII се стреми заедно с племенника си Георг IV фон Ортенбург да изплати тези задължениия.
Хайнрих VII фон Ортенбург умира на 30 юли 1603 година на 46-годишна възраст в Ортенбург. Георг Райнхард успява да откупи графството едва през 1658 г.

## Фамилия
Първи брак: на 21 февруари 1585 г. в Амберг се жени за Анна Якобеа Фугер фон Кирхберг-Вайсенхорн (* 27 февруари 1547; † 28 февруари 1587), дъщеря на граф Георг Фугер фон Кирхберг и Вайсенхорн (* 1 януари 1518; † 25 август 1569/1579) и графиня Урсула фон Лихтенщайн († 12 декември 1573, Болцано). Те имат една дъщеря:
- Луиза Еуфемия фон Ортенбург (* 22 юни 1586, замък Валдек; † сл. 1 май 1646, дворец Алт-Ортенбург)

Втори брак: на 21 февруари 1585 г. се жени за Йоханета фрайин цу Винеберг/Жанета фон Виненбург-Байлщайн (* 17 септември 1565; † 2 април 1625), дъщеря на фрайхер Филип II фон Винебург-Байлщайн, бургграф на Алцай (* 13 декември 1538; † 8 септември 1600) и Юта фон Сайн-Витгенщайн (* ок. 1563; † 1 януари 1612). Те имат децата:
- дъщеря (*/† 24 април 1589, замък Валдек)
- Фридрих Казимир (* 23 януари 1591, замък Валдек; † 2 март 1658, дворец Алт-Ортенбург), 1627 – 1658 имперски граф на Ортенбург
- Йохан Филип фон Ортенбург (* 14 октомври 1592, замък Валдек; † 20 юни 1631), кралски шведски обрист
- Хайнрих VIII/X (* 19 август 1594, замък Валдек; † 19 август 1622 в битка при Фльорюс), обрист на охранителния полк в пфалцската войска
- Кристиан фон Ортенбург (* 12 август 1600, замък Валдек; † 18 юли 1601, замък Валдек)